# Kenneth Frampton
Kenneth Frampton, britanski arhitekt, kritik, zgodovinar in profesor arhitekture, * 1930, Woking, Surrey, Anglija. 
Frampton je študiral arhitekturo na »Guildford School of Art« in »Architectural Association School of Architecture« v Londonu. Kasneje je delal v Izraelu, sodeloval je z Okrajnim svetom Middlesex (Middlesex County Council) in Douglasom Stephenom (1961-66). V tem času je bil tudi gostujoči predavatelj na Kraljevi umetnostni akademiji (Royal College of Art) (1961-64), predavatelj na »Architectural Association School of Architecture« (1961-63) in tehnični urednik revije »Arhitekturni design« (Architectural Design) v letih 1962-65.
Predaval je tudi na univerzi v Princetonu od 1966 do 1971 in na »Bartlett School of Architecture« v Londonu (1980). Od leta 1972 je bil član fakultete na Columbijski univerzi, istega leta pa je postal tudi član Inštituta za arhitekturo in urbane študije v New Yorku (Institute for Architecture and Urban Studies, New York) -- (ostali člani so bili tudi Peter Eisenman, Manfredo Tafuri in Rem Koolhaas) -- ter soustanovitelj in sourednik revije Oppositions.
Frampton je poznan po pisanju o arhitekturi 20. stoletja. Njegove knjige vključujejo Modern Architecture: A Critical History (1980; popravljena 1985, 1992 in 2007) in Studies in Tectonic Culture (1995). S svojim esejem »Towards a Critical Regionalism« (1983)je Frampton dvignil svoj sloves in vpliv na arhitekturno izobraževanje. Njegov esej je bil prav tako vključen v knjigi The Anti-Aesthetic - Essays on Postmodern Culture, čeprav je Frampton do postmodernizma kritičen. 
Framptonov s svojim pogledom na arhitekturo skuša braniti različico modernizma, ki se spogleduje s kritičnim regionalizmom ali trenutnim razumevanjem avtonomnosti arhitekturne prakse v smislu lastnega ukvarjanja s formo, ki se ne sme udati ekonomskim pritiskom (hkrati pa ohranja svoje stališče, da ima arhitektura pomembno družbeno odgovornost).
Leta 2002 je izšla zbirka njegovih esejev pod naslovom Labour, Work and Architecture
Leta 2006 je napisal uvod v knjigo flamskega arhitekta Georgesa Bainesa.
Frampton trenutno živi v ZDA.

## Seznam Framptonovih esejev in spisov:
- Studies in Tectonic Culture: The Poetics of Construction in Nineteenth and Twentieth Century Architecture. MIT Press, Cambridge, Mass., 2001.
- Modern Architecture: A Critical History (World of Art), Thames & Hudson, London, Fourth edition (2007).
- Le Corbusier (World of Art). Thames & Hudson, London, 2001.
- Labour, Work and Architecture. Phaidon Press, London, 2002.
- The Evolution of 20th-Century Architecture: A Synoptic Account. Springer, New York, 2006.
- FRAMPTON K., STRAUVEN F., GÜBLER J. & VERPOEST L., Georges Baines, Ludion, Gent, 2006.